# Мекад Брукс
Мекад Џејсон Мекинли Брукс (енгл. Mehcad Jason McKinley Brooks; рођен Остин, Тексас, 25. октобар 1980), амерички је позоришни, филмски и ТВ глумац, најпознатији као детектив Џејлен Шо у серији Ред и закон.